# Ровнер, Аркадий Борисович
Арка́дий Бори́сович Ро́внер (28 января 1940, Одесса — 25 декабря 2019, Москва) — русский писатель, поэт, переводчик, издатель и культуролог.

## Биография
Родился в Одессе. Среднюю школу окончил в Тбилиси (1958). Учился на философском факультете МГУ и в докторантуре Колумбийского университета в Нью-Йорке.
Сформированный в атмосфере российских шестидесятых (его духовными наставниками были Степан Ананьев и Владимир Степанов), в 1973 году эмигрировал в США. Преподавал курсы по патристике, восточным религиям и современному мистицизму в университетах Вашингтона, Нью-Йорка и Москвы. Аркадий Ровнер − создатель «веселой науки» фулологии (foolology): его курс «Дураки мира» («Fools of Many Lands») в New School for Social Research в Нью-Йорке неизменно собирал многочисленную аудиторию.
Сочетая элементы разнообразных традиций, он создал традицию работы с состоянием, основанную на развитии вертикальной памяти и осознанного присутствия в условиях повседневной жизни — Институт культуры состояний. Его друзьями и спутниками по жизни в разное время были художники, поэты и прозаики: Борис Козлов, Венедикт Ерофеев, Юрий Мамлеев, Илья Бокштейн, Владимир Ковенацкий, Дмитрий Авалиани, Николай Боков, Марк Ляндо, Стивен Сартарелли, Кетлин Рейн, а также лорд Пентланд — глава Американского Гурджиевского фонда.
Аркадий Ровнер — автор 24 книг прозы, поэзии, философских эссе, энциклопедий. Соавтор энциклопедий: «Мистики XX века» (Москва, изд-во «Локид-Миф» 1997, второе издание 1998), «Энциклопедия символов, знаков и эмблем» (Москва, изд-во «Локид-Миф» 1997, второе издание 1998), «Что такое просветление?» (Москва, изд-во Трансперсональной ассоциации, 1997), редактор серии раннехристианской литературы «Учители неразделенной церкви», редактор-составитель серии звучащей поэзии на компактных дисках «Антология современной русской поэзии  (недоступная ссылка с 12-05-2013 [4448 дней])» (проект Александра Бабушкина). В 1970—1990-х годах создал в Нью-Йорке издательство «Gnosis Press», издавал религиозно-философский и литературный журнал «Gnosis», двуязычную англо-русскую «Антологию Гнозиса» в двух томах, представляющую русскую и американскую литературу и искусство 1970—1980-х годов, поэзию и прозу современных русских и американских авторов.
Сын — композитор Антон Ровнер (род. 1970).
Умер в 2019 году. Похоронен на Хованском кладбище.